# Joliet (bestandssysteem)
Joliet is een uitbreiding van het ISO 9660-bestandssysteem voor cd-roms. Het wordt ondersteund door Microsoft en alle versies van het Windows-besturingssysteem sinds Windows 95 en Windows NT.  De voornaamste bedoeling is het opheffen van sommige beperkingen inherent aan de ISO 9660-standaard. Deze beperkingen hebben te maken met de bestandsnamen.  
Joliet lost deze beperkingen op door een bijkomende verzameling bestandsnamen te voorzien (maximaal 64 Unicode-tekens lang) die gecodeerd worden met UCS-2.  Deze bestandsnamen worden bewaard in een speciale bijkomende header, die door niet-Joliet-systemen genegeerd wordt. Hierdoor is achterwaartse compatibiliteit gegarandeerd.
Soms treden er nog altijd problemen op bij het kopiëren, omdat bestandsnamen in FAT of NTFS tot 255 tekens lang kunnen zijn.

## Trivia
- Er bestaat ook een Romeo-extensie, maar die wordt niet meer gebruikt, omdat ze alleen door Windows gelezen kon worden.